# Brian Downey
Brian Michael Downey (ur. 27 stycznia 1951 w Dublinie) – irlandzki perkusista, były członek zespołu Thin Lizzy.

## Filmografia
| Tytuł                             | Rok  | Uwagi                                    | Źródło |
| --------------------------------- | ---- | ---------------------------------------- | ------ |
| "Gary Moore: Still Got the Blues" | 2011 | film dokumentalny, reżyseria: Tony Curry | [ 2 ]  |